# The Wedding Date
The Wedding Date es una película del año 2005 dirigida por Clare Kilner.

## Argumento
Kat Ellis (Debra Messing) asistirá a la boda de su hermana en Inglaterra, sin embargo, no quiere ir sola, pues quiere darle celos a su exnovio y decide contratar los servicios de Nick Mercer (Dermot Mulroney), un gigolo profesional, para hacerse pasar por su novio, ya que su exnovio será el padrino de la boda por ser el mejor amigo del novio.
Al llegar con el flamante "novio", Kat pasará una serie de momentos críticos como descubrir el verdadero motivo de su anterior ruptura, la tensa razón de su trato con su madre y aprenderá a quererse a sí misma gracias a Nick.

## Reparto
| Actor            | Personaje                      |
| ---------------- | ------------------------------ |
| Debra Messing    | Kat Ellis                      |
| Dermot Mulroney  | Nick Mercer                    |
| Amy Adams        | Amy Ellis                      |
| Jeremy Sheffield | Jeffrey                        |
| Jack Davenport   | Edward Fletcher-Wooten         |
| Sarah Parish     | TJ, prima de Kat               |
| Peter Egan       | Victor Ellis, padrastro de Kat |
| Holland Taylor   | Bunny Ellis, madre de Kat      |
| Jolyon James     | Woody                          |
| C. Gerod Harris  | Bike Messenger                 |
| Martin Barrett   | Teenager                       |
| Jay Simon        | Male Flight Attendant          |
| Danielle Lewis   | Pretty Woman                   |
| Ivana Horvat     | Smitten Girl                   |
| Linda Dobell     | Sonja                          |

## Comentarios
The Wedding Date, que fue estrenada en Estados Unidos el 4 de febrero de 2005, está basada en el libro Asking for Trouble de la escritora Elizabeth Young.